# Mil Mi-52
Der Mil Mi-52 (russisch Миль Ми-52) ist ein projektierter ein- oder zweimotoriger russischer Mehrzweckhubschrauber.

## Geschichte
Der Mil Mi-52 „Snegir“ (Dompfaff) ist ein geplanter viersitziger leichter Mehrzweckhubschrauber aus den 1990er Jahren. Ein Modell wurde im Jahr 2000 gebaut und hat zwei geplante Versionen, die je nach Motornummer unterschiedliche Bezeichnungen haben: Mi-52-1 mit einem einzelnen 199-kW-VAZ-4265-Turbowellenmotor und Mi-52-2 mit zwei Motoren derselben Art.

## Technische Daten
- Hauptrotordurchmesser: 10,00 m
- Länge ohne Rotor: 8,71 m
- max. Startmasse: 1150 kg
- max. Nutzlast: 320 kg
- Höchstgeschwindigkeit: 215 km/h
- Reisegeschwindigkeit: 170 km/h
- Gipfelhöhe 1.600 m
- Reichweite mit 250 kg Nutzlast: 400 km
- Reichweite mit max. Treibstoff und 160 kg Nutzlast: 800 km